# Let them eat cake
|  | Denne artikel er oprettet af botten Steenthbot ud fra en ekstern database. Den kan derfor have sproglige fejl eller mangler. Denne skabelon kan fjernes efter kontrol af indholdet. |

Let them eat cake er en dansk kortfilm fra 2023 instrueret af Mathias Rodrigues Bjerre.

## Handling
Jeff Bezos er en ambitiøs kapitalist og forretningsmand. Han styrer et lokalt bageri og gør alt i sin magt for at tilfredsstille sine kunder, der både er utålmodige og kræsne. Ude bagi holder Jeff i hemmelighed tusindvis af små levende kagemænd i fangenskab, hvor de er tvunget til at bage alt brød og kage som kunderne skulle bestille. Men da en kagemand falder i en dej en dag og bages med den, opdager kunderne at de ELSKER den nye smag! I Jeffs evige stræben på at være det bedste, slår han sine kagemænds-medarbejdere ihjel, indtil der en dag ikke er flere tilbage. Kun ham selv. Og så er der jo kun en vej tilbage...